# Mastara
Mastara (en arménien Մաստարա ; anciennement Yashil) est une communauté rurale du marz d'Aragatsotn, en Arménie. Comprenant également la localité de Dsoragjugh, elle compte 2 301 habitants en 2009.
La localité abrite une église du Ve siècle,l'église Saint-Jean-Baptiste de Mastara (Sourp Hovhannes (« Saint-Jean »)).

## L'église Saint-Jean
L' église Saint-Jean (Sourp Hovhannes), datant du VIIe siècle se trouve en plein milieu du village de Mastara. Selon plusieurs inscriptions trouvées sur les murs, elle date du VIIe siècle, et aurait été construite par Grigoras. C'est l'une des plus anciennes églises d'Arménie et elle a remplacé un édifice antérieur du Ve siècle. De plan cruciforme, elle est surmontée d'un « dôme du ciel », vaste coupole surmontant un corps central flanqué de quatre absides arrondies avec une Croix sculptée au centre du dôme. C'est le prototype de toute une série d'églises de « type Mastara » construites en Arménie les trois siècles suivants dont l'église des Saints-Apôtres à Kars (en Turquie actuellement) est la plus connue.